# Hokekyō-ji (Ichikawa)

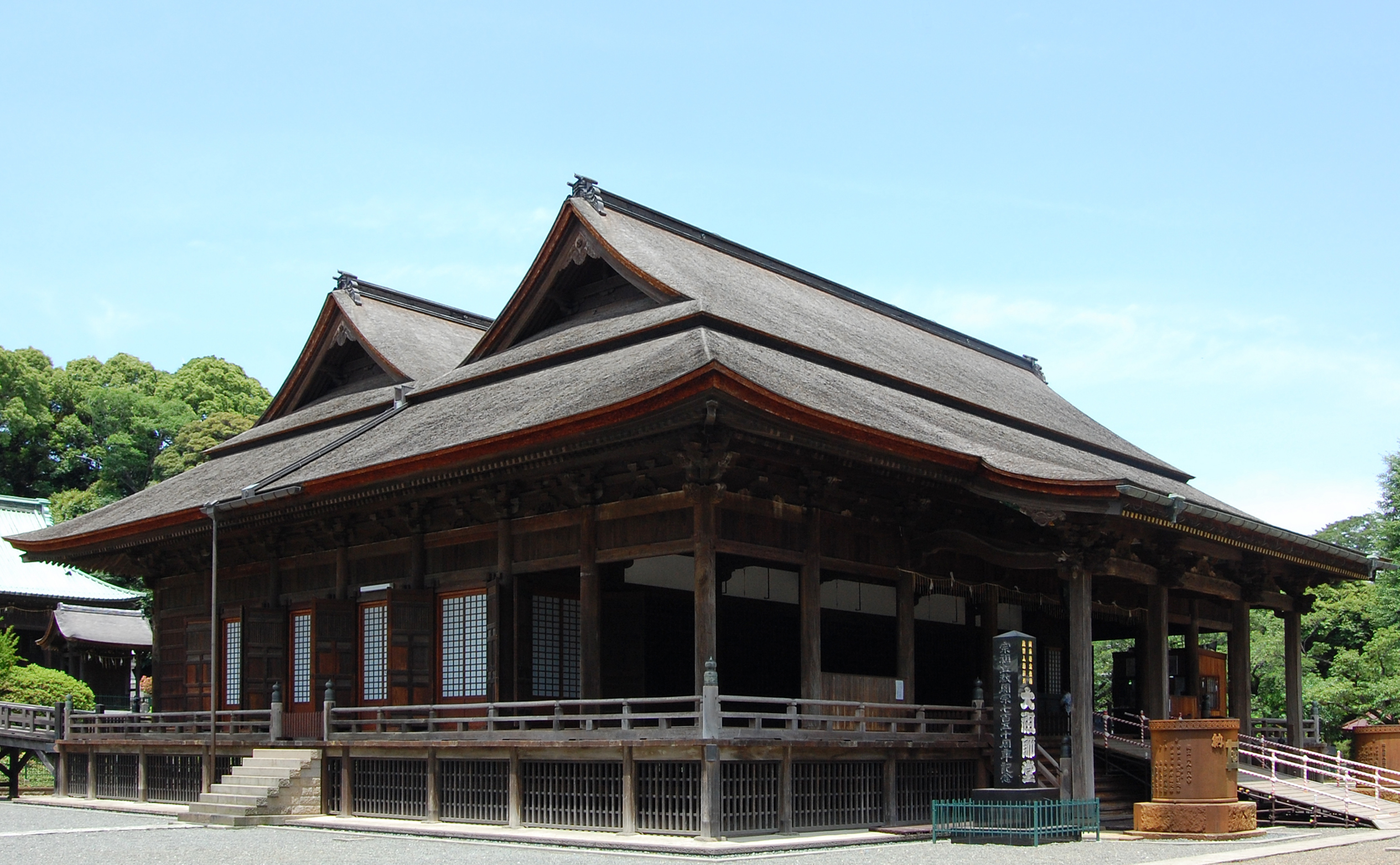
Der Soshidō des Hokekyō-ji, erbaut 1678

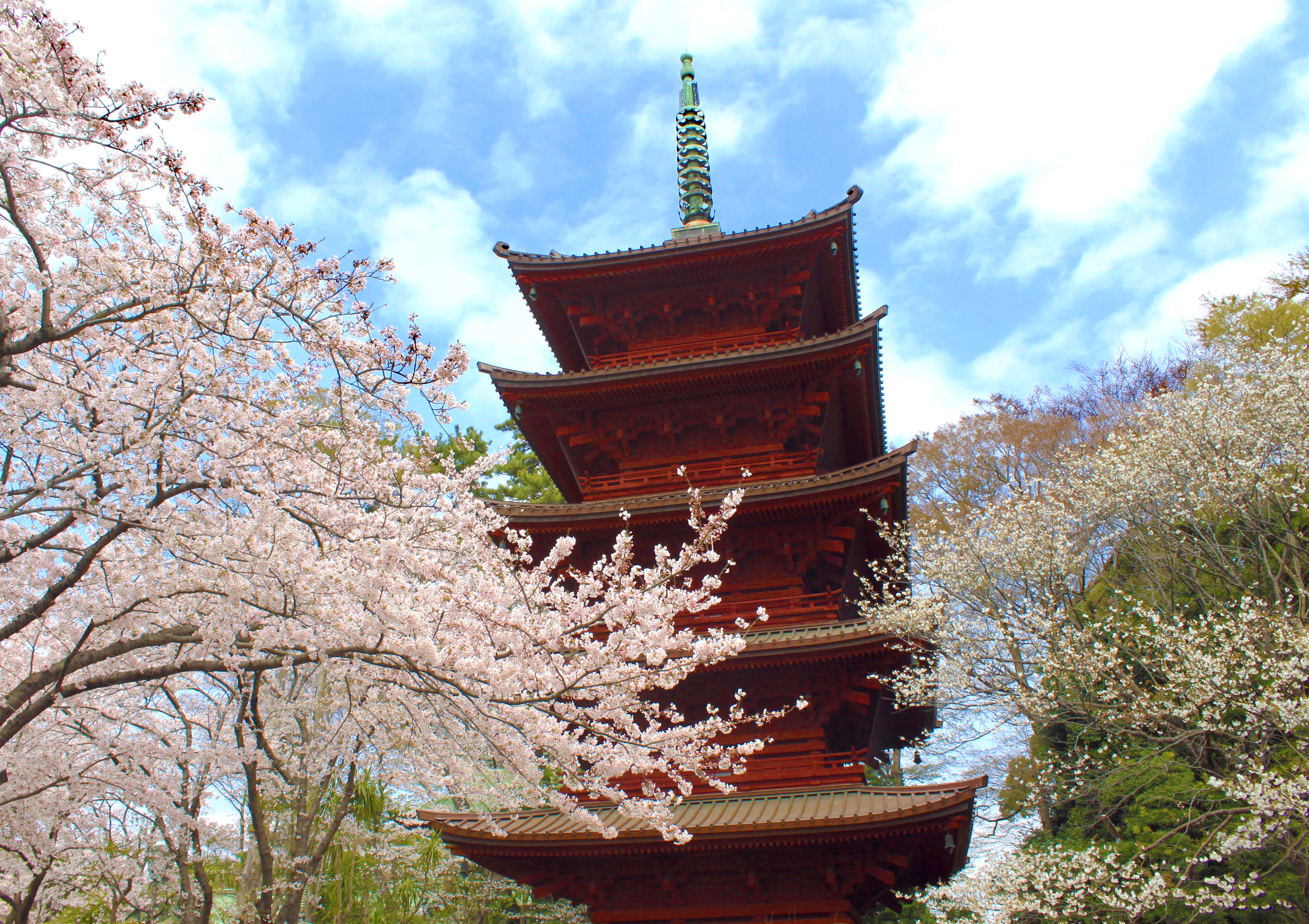

Hokekyō-ji, auch Nakayama Hokekyō-ji (japanisch 法華経寺, bzw. 山中山法華経寺) ist einer der fünf Haupttempel der Nichiren-shū in der japanischen Stadt Ichikawa, Präfektur Chiba.

## Übersicht
Der Tempel wurde während der Kamakura-Zeit im Jahre 1260 von Nichijō gegründet. Er entstand aus einer Zusammenlegung der Tempel Kakayama Hommyo-ji und Wakayama Hokke-ji. Die weitläufige Tempelanlage hat neben ihrer Größe und des Alters einiger Gebäude vor allem deshalb überragende Bedeutung innerhalb der Nichiren-Shu, weil hier seit Jahrhunderten eine asketische und auf esoterischen Ursprüngen (Tendai-Lehren, Shingon-Lehren) beruhende strenge Klausur von Priestern über einen Zeitraum von 100 Tagen stattfindet, das Aragyo. Beginn ist am 1. November jeden Jahres. Hierbei spielt die im Tempel aufbewahrte Schrift Nichirens "Kito Sho" bzgl. der Anwendung "ritueller Gebete" jap. Kaji Kito eine zentrale Rolle. Die teilnehmenden Priester unterziehen sich einem harten asketischen Training und sind je nach Häufigkeit der Teilnahme an diesem Training autorisiert, bestimmte Gebete, z. B. für die Gesundheit von Gläubigen auszuführen.
Neben Gebäuden wie dem Shisoku-mon, Hokkedō, Soshidō und der fünfstöckigen Pagode (Tō) gilt der Tempel auch als Aufbewahrungsort vieler wichtiger Schriften des Nichiren und zählt somit zu den Nationalschätzen Japans.
Hervorzuheben ist dabei die Risshō Ankoku Ron (立正安国論, dt. „Über die Befriedung des Landes durch die Errichtung des wahren (richtigen) Gesetzes“), sie gehört mit zu den wichtigsten Schriften des Nichiren-Buddhismus und wird neben anderen Schriftstücken jährlich am 3. November der Öffentlichkeit gezeigt. Die Schriften werden im Shōgyōden aufbewahrt.
Bei Renovierungsarbeiten im Jahre 1987 deuteten eine vorgefundene Inschrift des federführenden Zimmermanns bei der Erbauung des Soshidō im Jahre 1678 darauf hin, dass das Dach ursprünglich mit Holzschindeln gedeckt wurde. Das Kupfer des Daches aus einer Renovierung im Jahre 1741 wurde an Künstler verkauft und das Dach in seinen ursprünglichen Zustand versetzt.